# Karel Sodomka
Karel Sodomka (17. února 1929 Havlíčkův Brod – 1988 ?) český hudební skladatel, dirigent a sbormistr.

## Život
Vystudoval na reálném gymnáziu v Havlíčkově Brodě. Pokračoval studiem hudební výchovy na Pedagogické fakultě v Praze u muzikologa Josefa Plavce a na Pražské konzervatoři. Absolvoval dirigentské oddělení a Aloise Klímy a ve skladbě u Miroslava Krejčího a Emila Hlobila. Hudební vzdělání dokončil na Hudební a taneční fakultě Akademie múzických umění u Pavla Bořkovce.
Byl sbormistrem a dirigentem Uměleckého souboru ministerstva vnitra a smíšeného sboru ČKD Stalingrad. Pracoval i v orgánech Svazu československých skladatelů. Byl předsedou pracovní skupiny pro dětskou a instruktivní hudební literaturu. Komponoval hudbu k televizním inscenacím a seriálům. Kromě klasické vážné hudby komponoval i populární pochody a masové písně.

## Dílo

### Orchestrální skladby
- Koncert pro trubku a orchestr (1954)
- Krušnohorská suita (1958)
- Tarantella solenne (1960)
- Finale (1960)
- Amaranta (1962)
- Koncert pro housle a orchestr (1963)
- Allegro pro orchestr (1966)
- Impromtu pro trubku a orchestr (1967)
- Concertino pro trubku s doprovodem komorního orchestru (1979)
- Baletní groteska
- Česká rapsodie (1983)
- České tance (1984)
- Galop artistů (1981)
- Lázeňský karneval (suita pro orchestr, 1985)
- A zítra nashle... ! (pochod pro orchestr, 1987)
- Mea maturitas alla preludio (1988)

### Komorní skladby
- Andantino a Scherzando pro fagot nebo violoncello a klavír (1971)
- 4 pochody pro 4 hráče na bicí nástroje (1980)
- Concertino piccolo pro hoboj a klavír (1983)
- Hra dávání a odpírání pro nonet a recitátora (1987)
- Sonatina jazzistica pro trubku B a klavír

### Vokální skladby
- Píseň pohraniční stráže (kantáta, 1959)
- Chodí sen u oken (komorní kantáta pro soprán, baryton, žen. sbor a nonet)
- Canzoni praghesi pro smíšený sbor (1983)
- Jablíčko s poselstvím (dívčí sbory s klavírem, 1970)
- Dům života (kantáta)

### Scénická hudba
- Poslední leč Alfonse Karáska (TV film, 1987)
- To byla svatba, strýčku! (TV film, 1976)
- Alfons Karásek v lázních (TV film, 1971)
- Lásky Emanuela Přibyla (TV film, 1971)
- Námluvy komtesy Gladioly aneb Přistání ve skleníku (TV film, 1970)
- Sedm žen Alfonse Karáska (TV film, 1967)
- Svatební cesta aneb Ještě ne, Evžene! (TV film, 1966)